# Pseudomyrmex tachigaliae
Pseudomyrmex tachigaliae é uma espécie de formiga do género Pseudomyrmex, subfamilia Pseudomyrmecinae. Esta espécie foi descrita cientificamente por Forel em 1904.

## Distribuição
Encontra-se em Brasil e Peru.